# XX Puchar Gordona Bennetta (balonowy)
XX Puchar Gordona Bennetta – zawody balonów wolnych o Puchar Gordona Bennetta, które rozpoczęły się 25 września 1932 roku w Bazylei w Szwajcarii.

## Historia
W 1932 roku organizatorem kolejnego Pucharu Gordona Bennetta została Szwajcaria. Od 1926 roku kolejne zawody wygrywały balony amerykańskie. Jednak liczba startujących załóg spadała. W 1931 roku z powodu zbyt małego zainteresowania zawody nie odbyły się. USA zrzekły się prawa organizacji, dlatego wyznaczono na organizatora Szwajcarię. Udział w zawodach zgłosiło 16 załóg z 9 państw, w tym Austrii, która tylko ten jeden raz w okresie międzywojennym startowała w zawodach oraz Polski, która po raz pierwszy wzięła udział. Do udziału w zawodach zakwalifikowały się trzy amerykańskie zespoły (w krajowych zawodach), jednak Navy Bureau of Aeronautics nie było w stanie pokryć kosztów ich udziału w zawodach. Koszt transportu jednego balonu wyniósł 1000 $. Dlatego w zawodach wzięły udział tylko dwie załogi, a zawodnicy pozostałe koszty musieli pokryć sami.  Zwycięzcy kwalifikacji w 1932 roku Wilfred J. Paul i John H. Bishop nie mogli pojechać na zawody. 
Bazylea  przygotowywała się do zawodów już od 19 września. Zorganizowano zlot gwiaździsty automobilklubów, w ramach reklamy wypuszczano gumowe baloniki z reklamą zawodów, rozklejono plakaty, organizowano loterie dla dorosłych i dzieci, wydano pocztówki, a nawet papierosy z reklamą zawodów.
Po zakończeniu zawodów zwycięzca Thomas G. W Settle wrócił do USA sterowcem Zeppelin, który odbywał w tym czasie regularne loty do Brazylii, a podróż nim trwała 3 dni (statkiem 21 dni). 
Ze względu na fakt, że przedstawiciele USA zdobyli puchar po raz trzeci z rzędu otrzymali statuetkę na własność. Ufundował ją Henry Ford. Jest prezentowana na wystawie Wczesne loty w National Air and Space Museum w Waszyngtonie.

### Regulamin
Zwycięzcą zawodów zostawał balon, który przeleciał największą odległość w linii prostej od startu do miejsca lądowania. Nie było możliwe lądowanie w trakcie pokonywania trasy. Gdyby załoga wylądowała w wodzie musiała wraz z balonem i sprzętem samodzielnie (bez pomocy) dotrzeć do brzegu. Każde państwo mogło być reprezentowane przez maksymalnie 3 załogi, a puchar przechodził na jego własność po trzykrotnym z rzędu wygraniu zawodów. Taka sytuacja miała miejsce w historii zawodów już dwukrotnie: w 1924 roku zdobyła go Belgia, a w 1928 USA.

## Przebieg zawodów

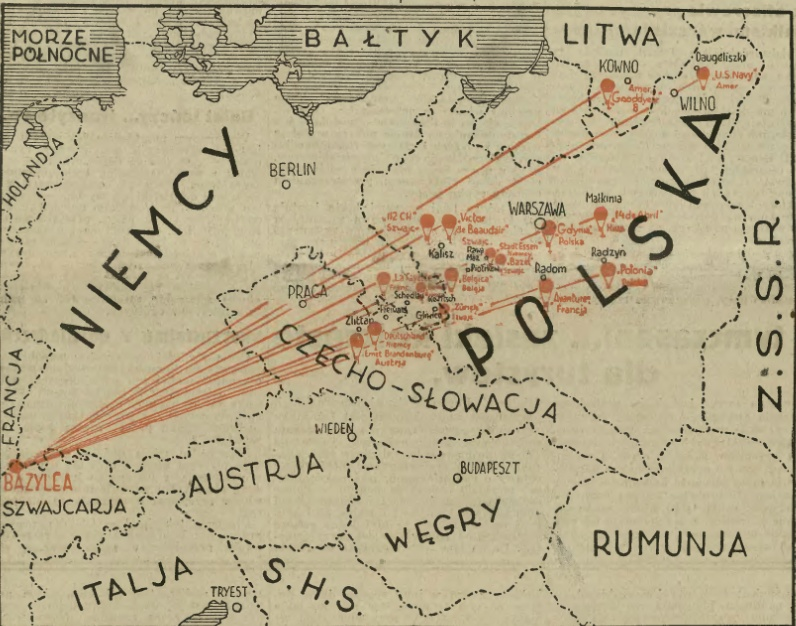
Trasy lotu balonów podczas zawodów.

Balony napełniano gazem obok nowej gazowni Kleinhüningen. Start zaplanowano na godzinę 16. Kolejność ustalono na podstawie losowania. Balony startowały co 3 minuty zaczynając od Deutschland potem kolejno: L'aventure, Polonia, Belgica, 14 de Abril, Petit Mousse, Zürich, Bramen, Stadt Essen,Victor de Beauclair, US Navy, Goodyear, Basel, Ernst Brandenburg, Gdynia i La Fayette. Pierwszy balon z danego kraju był żegnany odegraniem hymnu narodowego. 26 września wylądowało 14 balonów, a w dniu kolejnym 27 lot swój zakończyły dwa amerykańskie balony US Navy i Goodyear.  

## Uczestnicy
| Zajęte miejsce | Balon               | Pojemność [m³] | Załoga                               | Kraj              | Czas lotu [h] | Odległość w km | Miejsce lądowania (najbliższe duże miasto) |
| -------------- | ------------------- | -------------- | ------------------------------------ | ----------------- | ------------- | -------------- | ------------------------------------------ |
| 1.             | US Navy             | 2200           | Thomas G. W. Settle Wilfred Bushnell | Stany Zjednoczone | 41:21         | 1556,00        | Polska Laszule (Daugieliszki)              |
| 2.             | Goodyear VIII       | 2200           | Ward Tunte van Orman Roland J. Blair | Stany Zjednoczone | 28:45         | 1356,00        | Litwa Bagotoji (Kowno)                     |
| 3.             | Petit Mousse        | 1200           | Georges Ravaine Rene de Grain        | Francja           | 19:58         | 1238,00        | Tokary (Brześć Litewski)                   |
| 4.             | Polonia             | 2200           | Antoni Janusz Władysław Pomaski      | Polska            | 24:00         | 1181,00        | Polska Siemień (Lublin)                    |
| 5.             | 14 de Avril         | 2200           | Antonio Nunez Francesco Carrasco     | Hiszpania         | 24:53         | 1162,00        | Polska Sadowne (Małkinia)                  |
| 6.             | Gdynia              | 1200           | Franciszek Hynek Zbigniew Burzyński  | Polska            | 17:05         | 1087,00        | Polska Bielany                             |
| 7.             | L'Aventure          | 2200           | Maurice de Brucker Marius Marquant   | Francja           | 24:25         | 1035,00        | Polska Potworów (Radom)                    |
| 8.             | Basel               | 2200           | Alex de Bearle E. Dietschi           | Szwajcaria        | 21:41         | 1017,00        | Żądłowice                                  |
| 9.             | Stadt Essen         | 2200           | Ferdinand Eimermacher Hugo Kaulen jr | Rzesza Niemiecka  | 18:40         | 1006,00        | Polska Żelechin                            |
| 10.            | Belgica             | 2200           | Ernest Demuyter Leon Coeckelbergh    | Belgia            | 21:06         | 948,00         | Polska Rozprza (Piotrków)                  |
| 11.            | Victor de Beauclair | 2200           | Ernst Huberman Huber Lochinger       | Szwajcaria        | 14:52         | 852,00         | Polska Mycielin (Kalisz)                   |
| 12.            | Barmen              | 2200           | Otto Bertram Alexander Bahl          | Rzesza Niemiecka  | 17:24         | 834,00         | Keltsch                                    |
| 13.            | Zurich              | 2200           | Walo Gerber Erich Tilgenkamp         | Szwajcaria        | 17:01         | 789,00         | Niemcy Deutsch-Rasselwitz                  |
| 14.            | La Fayette          | 2200           | G. Blanchet G. Cormier.              | Francja           | 18:55         | 757,00         | Niemcy Schedlau (Falkenberg)               |
| 15.            | Deutschland         | 2200           | Erich Leimkugel Richard Schütze      | Rzesza Niemiecka  | 17:46         | 735,00         | Czechosłowacja Fitzena (Freiwaldu)         |
| 16.            | Ernst Brandenburg   | 2200           | von Etthofem Franz Mannsbarth        | Austria           | 12:38         | 686,00         | Czechosłowacja Greifendorf (Zlittau)       |

## Nagrody
Wyniki zawodów zostały ogłoszone 19 listopada. Zwycięzca otrzymał 5000 franków szwajcarskich, za drugie miejsce nagroda wynosiła 3000, za trzeci 2000, za czwarte 1000, piąte 800, szóste 700, siódme 600, ósme 500 franków szwajcarskich. Pozostali uczestnicy otrzymali tylko pamiątkowe medale. Załoga  balonu Gdynia Franciszek Hynek i Zbigniew Burzyński otrzymała nagrodę za pokonanie 1087 km z najlepszą prędkością 67 km/h.  